# 惠特沃思嶺
70°24′S 66°8′E / 70.400°S 66.133°E
惠特沃思嶺（英語：Whitworth Ridge）是南極洲的山嶺，位於麥克羅伯特森地，屬於查爾斯王子山脈中波爾托斯山脈的一部分，處於萊基山東北面3.7公里，根據澳大利亞探險隊拍攝的空中照片繪入地圖，現時由南極條約體系管理。